# William James O’Brien
William James O’Brien (ur. 28 maja 1836 w Baltimore, Maryland, zm. 13 listopada 1905 w Baltimore, Maryland) – amerykański prawnik i polityk, członek Partii Demokratycznej.
W latach 1873–1877 roku był przedstawicielem trzeciego okręgu wyborczego w stanie Maryland w Izbie Reprezentantów Stanów Zjednoczonych.